# Big Ben (berg i Heard- och McDonaldöarna)
Big Ben är ett bergsmassiv på ön Heard Island i Heard- och McDonaldöarna (Australien). Massivet dominerar ön och är till större delen täckt av glaciärer. Den högsta punkten, Mawson Peak, är 2 745 meter över havet. Massivet är toppen av en aktiv vulkan, med utbrott senast i januari 2016.
Polarklimat råder i trakten. Årsmedeltemperaturen i trakten är −6 °C. Den varmaste månaden är februari, då medeltemperaturen är −1 °C, och den kallaste är juni, med −12 °C.